# Golina
Golina – miasto w Polsce położone w województwie wielkopolskim, w powiecie konińskim, siedziba gminy miejsko-wiejskiej Golina.
Golina leży na skraju Pojezierza Kujawskiego i Doliny Konińskiej, na zachód od Konina.
Według danych z 27 listopada 2022 miasto liczyło 5682 mieszkańców.
Prywatne miasto szlacheckie lokowane w 1330 roku położone było w XVI wieku w województwie kaliskim.

## Położenie
Golina leży we wschodniej części województwa wielkopolskiego w powiecie konińskim, na skraju Pojezierza Kujawskiego i Doliny Konińskiej.
W mieście krzyżują się trasy:
- Droga krajowa nr 92: Rzepin – Pniewy – Poznań – Września – Konin – Kutno – Warszawa
- Droga wojewódzka nr 467: Golina – Ciążeń

W niedalekiej odległości od miasta (500 m od tablicy granicznej) w miejscowości Spławie znajduje się przystanek kolejowy. Do miasta można dojechać również autobusami PKS-u.

## Historia
Miejscowość w zlatynizowanej formie Galli notuje Gall Anonim w swojej Kronice polskiej spisanej w latach 1112–1116. Miejscowość pod obecnie używaną nazwą Golina wymieniona jest w łacińskim dokumencie wydanym w Poznaniu w 1280 roku sygnowanym przez króla polskiego Przemysła II.
W 1330 roku Jan - dziedzic Goliny otrzymał przywilej z rąk króla polskiego Władysława Łokietka na założenie tu miasta. Dzięki niemu miejscowość otrzymała prawa miejskie. W 1338 roku była ona wspominana jako miasto, znana była wtedy pod nazwą Golyna. Prawa miejskie Goliny zostały potwierdzone w 1362 roku przez króla Kazimierza III Wielkiego. Od początku było to miasto prywatne – siedziba rodu Golińskich. W czasie wojny trzynastoletniej w 1458 roku Golina wystawiła 3 pieszych na odsiecz oblężonej polskiej załogi Zamku w Malborku. W 1579 roku było w mieście około 20 rzemieślników, w tym 6 gorzelników oraz 3 rybaków. W roku 1611 pożar strawił całe miasto. Do II rozbioru Polski miasto leżało w województwie kaliskim w Rzeczypospolitej Obojga Narodów.

### Zabory Polski
Po II rozbiorze Polski w 1793 roku Golina dostała się pod zabór pruski i panowanie Prus. Po zwycięskim dla Polaków drugim powstaniu wielkopolskim, jakie miało miejsce w 1806 roku, miasto w latach 1807–1815 znalazło się w granicach Księstwa Warszawskiego. Od 1815 roku decyzją kongresu wiedeńskiego dokonano podziału księstwa i Wielkopolska ponownie weszła w skład Królestwa Prus, a Golina znalazła się w Królestwie Polskim w zaborze rosyjskim. Okres rozwoju miasta przerwało odebranie praw miejskich w 1870 roku. Na ponad 50 lat Golina wróciła do statusu wsi.
W XIX-wiecznym Słowniku geograficznym Królestwa Polskiego miejscowość wymieniona została jako wieś leżąca w powiecie konińskim w gminie oraz parafii Golina. W 1827 roku w miejscowości mieszkało 1032 mieszkańców, a w 1861 roku w 120 domach zamieszkiwało 1337 mieszkańców w tym 656 wyznawców judaizmu. W początku XIX wieku rozwijała się również gospodarka. Znajdował się w niej lokalny browar, wielka gorzelnia, młyn, olejarnia napędzana siłą koni oraz garbarnia.
W 1881 roku znajdował się w niej parafialny drewniany kościół, szkoła elementarna założona w 1825 roku, urząd gminy, 153 domy; w tym 31 murowanych, zamieszkiwanych przez 1638 mieszkańców.
Miejscowość odzyskała prawa miejskie w 1921 roku.

### II wojna światowa
Podczas II wojny światowej nastąpiła eksterminacja ludności żydowskiej (część z nich została zamordowana w Lesie Krążel). Ponadto okupanci niemieccy założyli na terenie miasta obóz pracy przymusowej dla Żydów, pracujących przy budowie zakładu przemysłowego na żydowskim cmentarzu. W okresie okupacji Niemcy zmienili nazwę miasta na niem. Gohlen am Warthe. 21 stycznia 1945 roku do miasta wkroczyły oddziały Armii Czerwonej.
Poległym i zamordowanym przez Niemców Polakom poświęcono tablicę, znajdującą się w ścianie gmachu przy ulicy Nowej. Na lokalnym cmentarzu spoczywa nieznany polski żołnierz, zabity w czasie bombardowania lotnictwa niemieckiego w pierwszych dniach września 1939 roku.

### PRL
Po wojnie nastąpił rozwój miasta, powstały nowe osiedla mieszkaniowe, budynki użyteczności publicznej, wybudowano nowy kościół. Swoją działalność rozpoczęły: zakład obuwniczy, będący oddziałem Poznańskich Zakładów Obuwia "Domena", zakład utylizacyjny Rejonowego Przedsiębiorstwa Przetwórczego Przemysłu Paszowego "Bacutil", mieszalnia pasz, Spółdzielnia Kółek Rolniczych i Miejsko-Gminny Ośrodek Kultury. W latach 1975–1998 miasto administracyjnie należało do woj. konińskiego.

### Historia społeczności żydowskiej
Początków golińskiej społeczności żydowskiej, można doszukiwać się już w XVII w., z całą pewnością natomiast można stwierdzić obecność wyznawców religii mojżeszowej w XVIII-wiecznej Golinie.
Według spisu ludności z 1808 r. liczba mieszkańców Goliny, będących wyznawcami Judaizmu wynosiła 227 osób.
Żydzi byli aktywnymi członkami lokalnej społeczności poprzez udział w życiu gospodarczym miasteczka, zajmując się głównie handlem i rzemiosłem. Prowadzili też miejski młyn i garbarnię. W latach 20. XIX wieku utworzono niezależną gminę żydowską. W latach 70. XIX wieku funkcję rabina pełnił Abraham Prost.
We wrześniu 1939 r. Niemcy po zajęciu miasta, rozpoczęli represję lokalnej ludności w tym żydowskiej. Golińscy żydzi od dnia 17 do 18 lipca 1940 r. zostali deportowani do Zagórowa i Rzgowa oraz do wiejskiego getta w Grodźcu. 
9 marca 1941 r. Żydzi zgromadzeni w Groźdzcu zostali przetransportowani przez Niemców do Izbicy Lubelskiej, Józefowa Lubelskiego i Krasnegostawu w Generalnym Gubernatorstwie. Pozostawieni w Zagórowie i Rzgowie zginęli podczas masakry w lasach niedaleko Kazimierza Biskupiego w październiku 1941 roku.
Zagłady nie przeżył żaden członek społeczności żydowskiej Goliny.
Pomnik upamiętniający miejsce położenia żydowskiego cmentarza na terenie Goliny, znajduje się przy ul. 1 Maja 52.

## Demografia

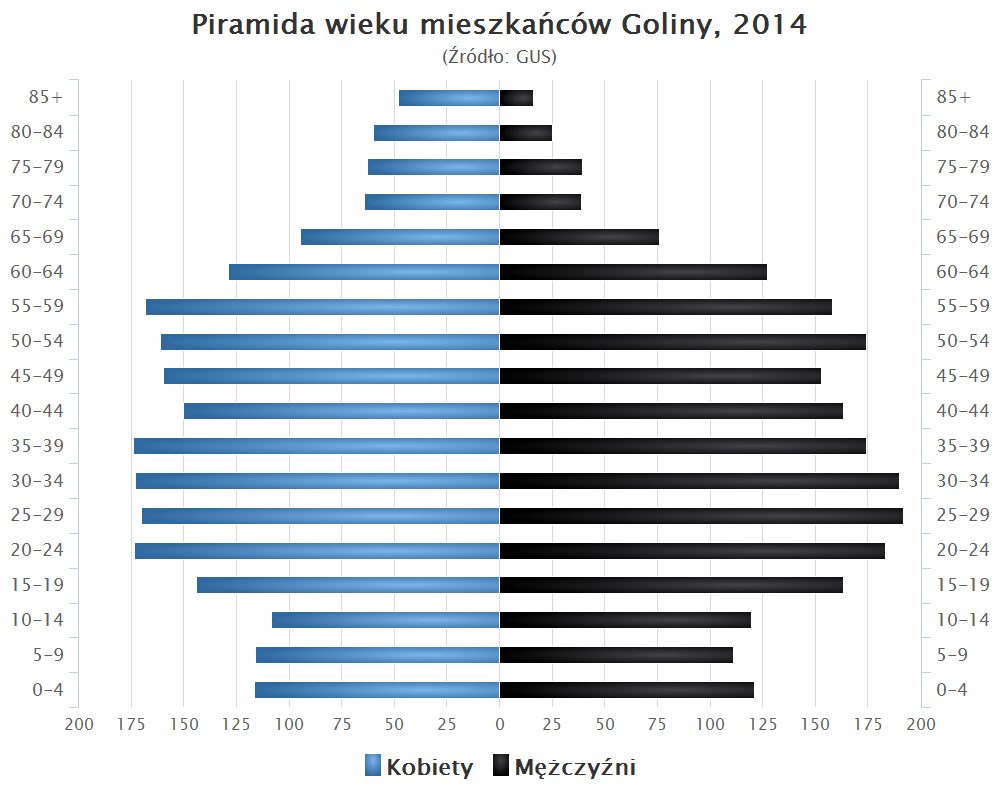
Piramida wieku mieszkańców Goliny w 2014 roku

## Zabytki

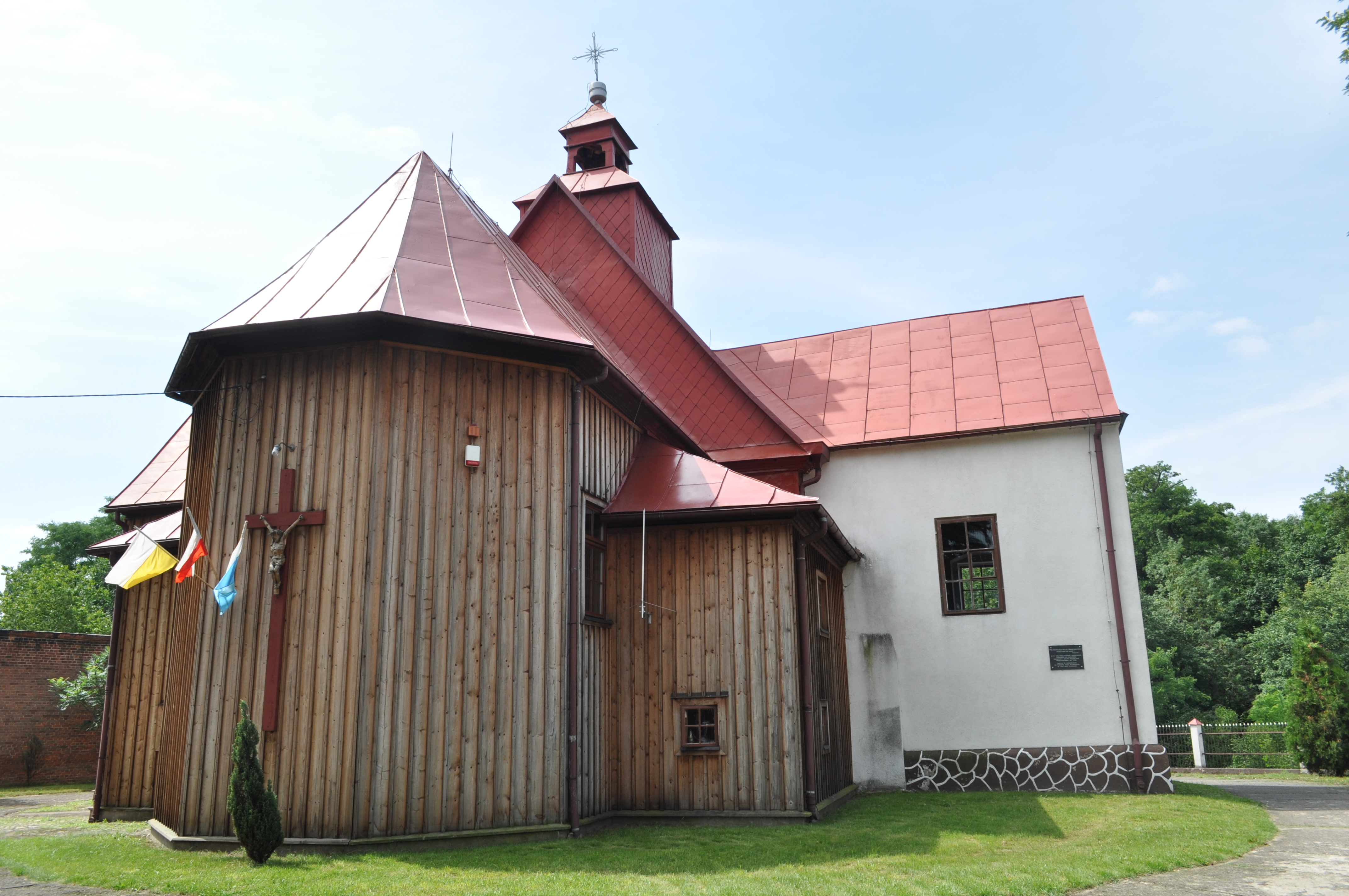
Drewniany kościół św. Jakuba Apostoła z 1765 r.

Najcenniejszym zabytkiem miasta jest drewniany kościół św. Jakuba Apostoła pochodzący z 1765 roku. Wokół niego zlokalizowane są dwie kaplice. Jedna pochodząca z 1696 roku jest kaplicą murowaną. Natomiast drewniana kapliczka pochodzi z XIX wieku. W mieście zlokalizowanych jest kilka budynków pochodzących z końca XIX i początku XX wieku. Oprócz tego w granicach miasta rozłożony jest park krajobrazowy z drugiej połowy XIX w., na którego skraju znajduje się klasycystyczny dwór szlachecki z pierwszej połowy XIX wieku. W parku znajdują się liczne drzewa-pomniki. Z innych atrakcji wyróżnić możemy kościół pw. Matki Bożej Szkaplerznej.

## Wspólnoty wyznaniowe
- Kościół rzymskokatolicki:
  - parafia Matki Bożej Szkaplerznej
- Świadkowie Jehowy:
  - zbór Golina (Sala Królestwa ul. Okólna 30)[12].

## Sport
W miejscowości działa klub sportowy LZS Polonia Golina, którego sekcja piłkarska występuje w lidze okręgowej grupy konińskiej. Największymi sukcesami klubu są występy na boiskach IV ligi.
| Sezon   | Liga      | Poz. | M. | Pkt. | Mecze | Mecze | Mecze | Bramki | Bramki | Uwagi  |
| Sezon   | Liga      | Poz. | M. | Pkt. | zw.   | rem.  | por.  | zdob.  | str.   | Uwagi  |
| ------- | --------- | ---- | -- | ---- | ----- | ----- | ----- | ------ | ------ | ------ |
| 2003/04 | klasa A   | 8.   | 22 | 30   | 8     | 6     | 8     | 40     | 40     |        |
| 2004/05 | klasa A   | 8.   | 26 | 33   | 9     | 6     | 11    | 40     | 51     |        |
| 2005/06 | klasa A   | 13.  | 26 | 16   | 4     | 4     | 18    | 28     | 61     | spadek |
| 2006/07 | klasa B   | 4.   | 24 | 45   | 14    | 3     | 7     | 54     | 24     | awans  |
| 2007/08 | klasa A   | 14.  | 30 | 26   | 7     | 5     | 18    | 51     | 75     |        |
| 2008/09 | klasa A   | 3.   | 30 | 65   | 20    | 5     | 5     | 94     | 34     |        |
| 2009/10 | klasa A   | 1.   | 30 | 80   | 26    | 2     | 2     | 107    | 29     | awans  |
| 2010/11 | okręgówka |      |    |      |       |       |       |        |        |        |